# Monte Niesen
O Niesen é uma montanha dos Alpes Berneses, na Suíça. É visível do Lago Thun e é muitas vezes chamado de Pirâmide Suíça.
O cume da montanha (2362 metros) pode ser atingido facilmente graças a um funicular a partir de Mülenen (junto a Reichenbach). A construção do funicular chamado Niesenbahn terminou em 1910.< Ao longo do traçado do Niesenbahn fica a mais longa escadaria do mundo, com 11 674 degraus.< Apenas abre ao público uma vez por ano, em Junho, para uma corrida da base até ao topo.
O Niesen foi um tema recorrente na obra pictórica de Paul Klee, que o representou como uma quase-pirâmide.

## Galeria de fotos

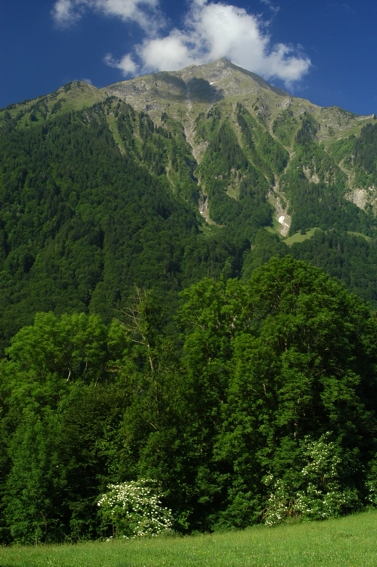
Niesen visto de Emdtal
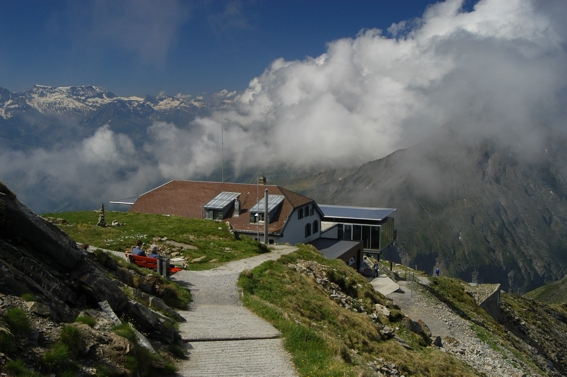
O cume
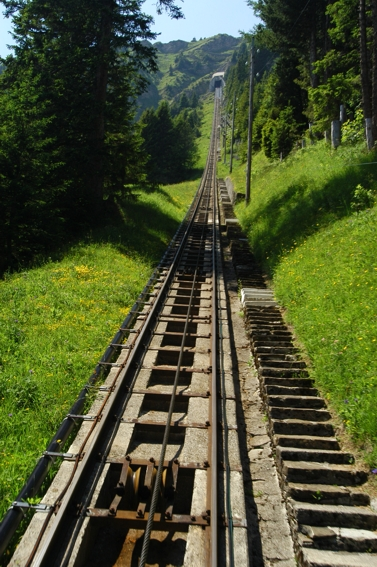
Escadaria
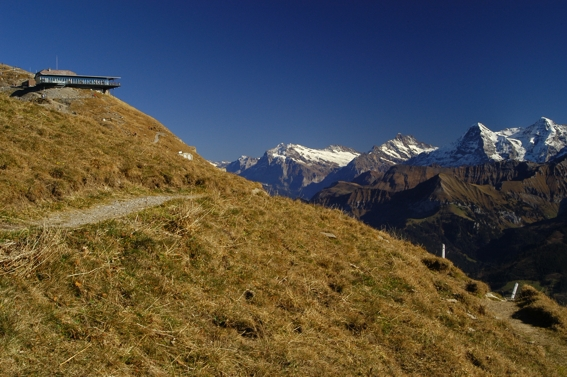
Vista do restaurante
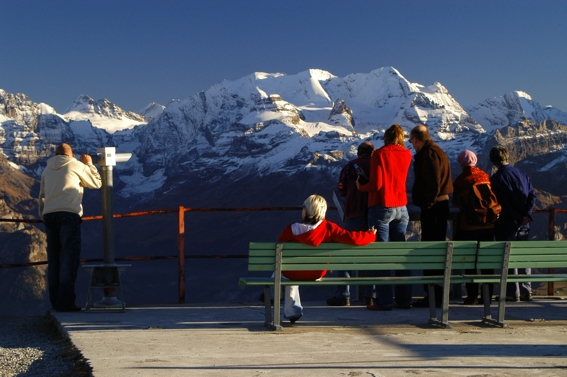
Vista para Sul
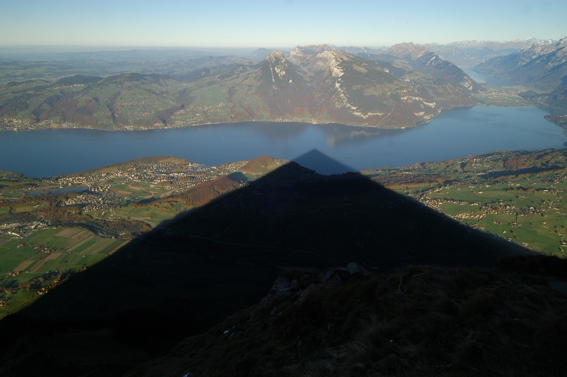
A sombra piramidal
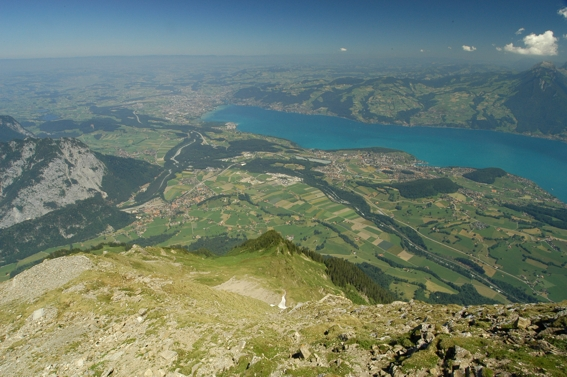
Vista sobre o Lago Thun
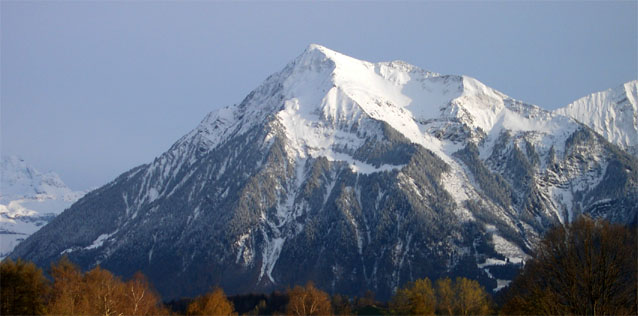
Vista deThun